# 6642 Генце
6642 Генце (6642 Henze) — астероїд головного поясу, відкритий 26 жовтня 1990 року.
Тіссеранів параметр щодо Юпітера — 3,152.